# Жукув-Перший
Жукув-Перший (пол. Żuków Pierwszy) — село в Польщі, у гміні Кшчонув Люблінського повіту Люблінського воєводства.
Населення — 228 осіб (2011).

## Демографія
Демографічна структура станом на 31 березня 2011 року:
|          | Загалом | Допрацездатний вік | Працездатний вік | Постпрацездатний вік |
| -------- | ------- | ------------------ | ---------------- | -------------------- |
| Чоловіки | 114     | 17                 | 75               | 22                   |
| Жінки    | 114     | 7                  | 50               | 57                   |
| Разом    | 228     | 24                 | 125              | 79                   |